# Pelekium longirostre
Pelekium longirostre là một loài Rêu trong họ Thuidiaceae. Loài này được (Hampe) A. Jaeger mô tả khoa học đầu tiên năm 1878.